# Ultima ratio regum

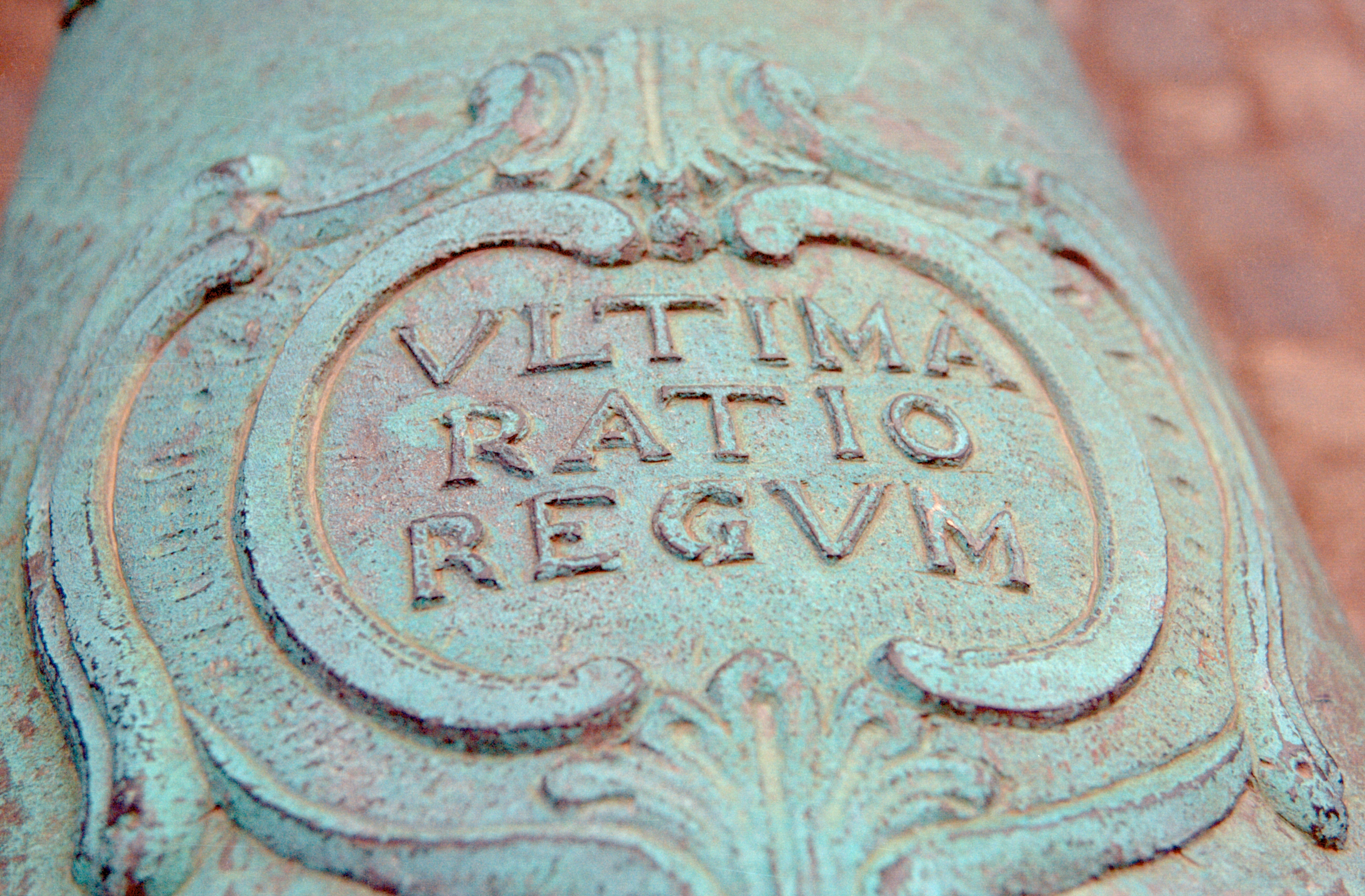
Напис на гарматі (Музей історії війська, Відень)

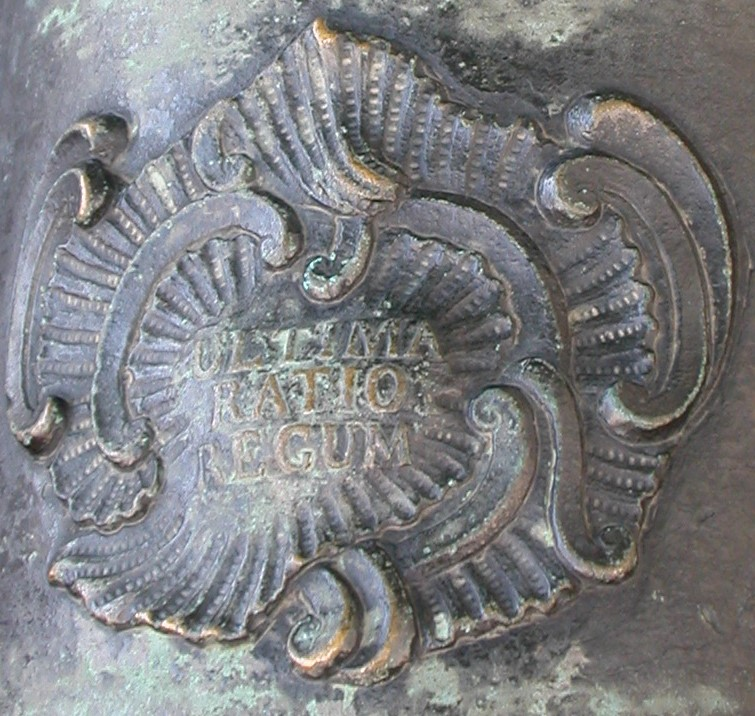
Напис на гарматі (Музей військової історії, Будапешт)

Ultima ratio regum (укр. Останній довід королів) — латинський напис на французьких гарматах, які відливали за часів правління Людовика XIV, приблизно з 1650 року.
Сам термін Ultima ratio вперше був використаний під час Тридцятирічної війни, коли кардинал Рішельє наказав відлити на стволах гармат слова Ultima ratio regum. При цьому ця сентенція підкреслювала не так крайньо радикальні заходи вирішення проблеми, як важливість вирішального слова короля, яке повинно остаточно вирішити конфлікт. Цей напис був заборонений Національними зборами в 1796 році. В цей час Педро Кальдерон де ла Барка в своїй драмі «В цьому житті все і істина, і брехня» писав, що порох і свинець є ultima razon королів. В 1742 році Фрідріх II Великий в Пруссії запровадив власну версію напису «Ultima ratio regis» (укр. Останній довід короля)

Сьогодні використовується для означення останнього методу вирішення проблеми, останнього засобу або дії при конфлікті інтересів, коли всі інші, поміркованіші або мудріші з етичної точки зору методи вирішення, були застосовані безрезультатно. Часто цією сентенцією обґрунтовуються агресивні (військові) дії, якщо усі попередні спроби вирішення конфлікту не дали результатів.

## Використання у сучасній культурі
- Stephen Spender (письменник), поема Ultima ratio regum[3]
- Omega (музична група), пісня Ultima ratio regum[4]
- Hollenthon (співак), пісня Ultima ratio regum lyrics[5]
- Bak XIII (музична група), альбом Ultima ratio regum[6]
- PGM Ultima Ratio — назва сучасної французької снайперської гвинтівки[7]
- 26 артилерійська бригада імені генерал-хорунжого Романа Дашкевича, неофіційне гасло — Ultima ratio
- «Останній довід королів» — радянський 4-серійний фільм.
- «Козаки: Останній довід королів» — доповнення української відеогри «Козаки».
- «Останній аргумент королів» — остання книга трилогії «Перший закон» англійського письменика Джо Аберкромбі